# Jan-Lennard Struff
Jan-Lennard Struff (Warstein, 25 de abril de 1990) é um tenista profissional alemão

## ITF finais

### Singles finals: 8 (0–8)
| Legenda                           |
| --------------------------------- |
| Grand Slam (0–0)                  |
| ATP World Tour Finals (0–0)       |
| ATP World Tour Masters 1000 (0–0) |
| ATP World Tour 500 Series (0–0)   |
| ATP World Tour 250 Series (0–0)   |
| ATP Challenger Tour (0–8)         |

| Títulos por Piso |
| ---------------- |
| Duro (0–4)       |
| Grama (0–0)      |
| Saibro (0–4)     |
| Carpete (0–0)    |

| Posição   | N. | Data              | Torneio                                                  | Piso     | Oponente             | Placar                  |
| --------- | -- | ----------------- | -------------------------------------------------------- | -------- | -------------------- | ----------------------- |
| Vice      | 1. | 5 Junho 2011      | Franken Challenge, Fürth, Alemanha                       | Saibro   | João Sousa           | 2–6, 6–0, 2–6           |
| Vice      | 2. | 11 Setembro 2011  | TEAN International, Alphen aan den Rijn, Holanda         | Saibro   | Igor Sijsling        | 6–7(2–7), 3–6           |
| Vice      | 3. | 30 Setembro 2012  | Torneo Omnia Tenis Ciudad Madrid, Madrid, Espanha        | Saibro   | Daniel Gimeno-Traver | 4–6, 2–6                |
| Runner-up | 4. | 11 Novembro 2012  | AEGON Pro-Series Loughborough, Loughborough, Reino Unido | Duro (i) | Evgeny Donskoy       | 2–6, 6–4, 1–6           |
| Vice      | 5. | 27 Janeiro 2013   | Intersport Heilbronn Open, Heilbronn, Alemanha           | Duro (i) | Michael Berrer       | 5–7, 3–6                |
| Runner-up | 6. | 10 Fevereiro 2013 | ATP Challenger Bergamo, Bergamo, Itália                  | Duro (i) | Michał Przysiężny    | 6–4, 6–7(5–7), 6–7(5–7) |
| Vice      | 7. | 3 Novembro 2013   | Geneva Open, Geneva, Suíça                               | Duro     | Malek Jaziri         | 4–6, 3–6                |
| Vice      | 8. | 14 Setembro 2014  | Pekao Szczecin Open, Szczecin, Polônia                   | Saibro   | Dustin Brown         | 4–6, 3–6                |

### Duplas: 1 (1–0)
| Legenda                           |
| --------------------------------- |
| Grand Slam (0–0)                  |
| ATP World Tour Finals (0–0)       |
| ATP World Tour Masters 1000 (0–0) |
| ATP World Tour 500 Series (0–0)   |
| ATP World Tour 250 Series (0–0)   |
| ATP Challenger Tour (1–0)         |

| Títulos por Piso |
| ---------------- |
| Duro (0–0)       |
| Grama (0–0)      |
| Saibro (1–0)     |
| Carpete (0–0)    |

| Posição | N. | Data             | Torneio                                | Piso   | Parceiro     | Oponentes                    | Placar   |
| ------- | -- | ---------------- | -------------------------------------- | ------ | ------------ | ---------------------------- | -------- |
| Campeão | 1  | 14 Setembro 2014 | Pekao Szczecin Open, Szczecin, Polônia | Saibro | Dustin Brown | Tomasz Bednarek Igor Zelenay | 6–2, 6–4 |